# Vista Gaúcha
Vista Gaúcha este un oraș în Rio Grande do Sul (RS), Brazilia.